# Степное (Глобинский район)
Степное (укр. Степне) — село,
Землянковский сельский совет,
Глобинский район,
Полтавская область,
Украина.
Код КОАТУУ — 5320682805. Население по данным 1987 года составляло 10 человек.
Село указано на трехверстовке Полтавской области. Военно-топографическая карта.1869 года как хутор Поломаренков
Село ликвидировано в 2001 году.

## Географическое положение
Село Степное находится в 1-м км от села Малиновка.

## История
- 2001 — село ликвидировано[2].